# پسر کابلی
پسر کابلی (به انگلیسی: The Cable Guy) فیلمی آمریکایی در سبک کمدی سیاه محصول سال ۱۹۹۶ به کارگردانی کمدین مشهور بن استیلر و هنرپیشگی جیم کری و متیو برودریک است.
جیم کری در نقش ارنی داگلاس یک شخصیت مرموز و تاریک را به تصویر میکشد 

## چکیده داستان
استیون کوواکس (متیو برودریک) به یک آپارتمان جدید نقل مکان می‌کند. او تصمیم می‌گیرد با شرکت تلویزیون کابلی تماس بگیرد تا بتواند از برنامه‌های تلویزیون خود لذت ببرد. تکنسین شرکت به نام ارنی «چیپ» داگلاس (جیم کری) برای نصب کابل به منزل او می‌آید، اما از گرفتن پول برای هزینه خدماتش خودداری می‌کند. اوج لذت «چیپ» آن است که دوستی داشته باشد و اشتیاق خود به تلویزیون و فعالیت‌های دیگر را با او در میان بگذارد. با پیشرفت دوستی‌های آنها، چیپ ثابت می‌کند که فردی کاملاً از دنیا بریده و بسیار تهاجمی است و زندگی استیون بیچاره را که تنها می‌خواهد به لطف نصب شدن کابل بتواند از آرامش خود در مقابل برنامه‌های مورد علاقه اش لذت ببرد، به جهنمی غیرممکن تبدیل می‌کند.

پس از شکست در خواست ازدواج با دوست‌دخترش رابین، استیون کوواک به آپارتمانی جدید نقل مکان می‌کند. زمانی که تکنسین نصب کابل، مردی عجیب به نام چیپ داگلاس، برای راه‌اندازی تلویزیون می‌رسد، استیون با پرداخت پول به او، تلاش می‌کند چند شبکه رایگان دریافت کند. چیپ نیز در پاسخ، استیون را به‌عنوان یکی از مشتریان ویژه‌اش در نظر می‌گیرد و درخواست می‌کند که خارج از کار نیز با او معاشرت کند؛ در حالی که استیون با بی‌میلی قبول می‌کند.
در یکی از دیدارها، چیپ استیون را به ایستگاه مرکزی ماهواره می‌برد و از دوران کودکی‌اش می‌گوید، دورانی که به‌جای پدر غایب و مادری بی‌توجه، تلویزیون او را بزرگ کرده است. اما رابطه آنها خیلی زود از کنترل خارج می‌شود؛ چیپ شروع به دخالت بیش از حد در زندگی استیون می‌کند، دوستانش را از او دور می‌سازد، برایش سیستم صوتی گران‌قیمتی نصب می‌کند و بدون هماهنگی مهمانی بزرگی در خانه‌اش برگزار می‌کند. در این مهمانی، استیون با زنی هم‌بستر می‌شود که بعداً می‌فهمد توسط چیپ برایش اجیر شده بوده است. این اتفاق باعث می‌شود استیون او را از خانه بیرون کند.
چیپ برای جبران، سراغ رابین می‌رود، دوست‌پسر جدیدش را کتک می‌زند و با ارتقا سرویس تلویزیونش، او را به سمت استیون برمی‌گرداند. اما وقتی استیون از نقش چیپ در بازگشت رابین باخبر می‌شود، رابطه‌اش را با او قطع می‌کند. این پایان دوستی برای چیپ غیرقابل تحمل است؛ او تصمیم می‌گیرد زندگی استیون را نابود کند. ابتدا باعث دستگیری‌اش به خاطر اموال دزدی می‌شود، بعد در یک مهمانی خانوادگی او را تحقیر می‌کند و در نهایت باعث اخراجش از محل کار می‌شود، آن هم با پخش فایل صوتی‌ای که در آن به رئیسش توهین کرده بود.
وقتی استیون متوجه می‌شود که چیپ ممکن است به رابین آسیبی برساند، با نگرانی به سراغش می‌رود و او را در مرکز ماهواره‌ای پیدا می‌کند. در درگیری نهایی، چیپ خودش را از بالای دیش به پایین پرت می‌کند تا به‌قول خودش «پرستار تلویزیونی» را نابود کند و دیگران را از سرنوشت خودش نجات دهد. با افتادن در آنتن، پخش تلویزیون کل شهر قطع می‌شود، اما چیپ جان سالم به‌در می‌برد. او در لحظات پایانی، از استیون عذرخواهی می‌کند و خودش را ریکی ریکاردو معرفی می‌کند. در حالی که توسط هلی‌کوپتر به بیمارستان منتقل می‌شود، وقتی یک امدادگر او را «رفیق» صدا می‌زند، با لبخندی مرموز حس می‌کند شاید دوستی تازه‌ای یافته است.

## بازیگران
- جیم کری در نقش ارنی «چیپ» داگلاس
- متیو برودریک در نقش استیون ام. کواکس
- لزلی من در نقش رابین هریس
- جک بلک در نقش ریک
- جورج سگال در نقش آقای کواکس
- دایان بیکر در نقش خانم کواکس
- بن استیلر در نقش سم اسویت/استن اسوییت
- اریک رابرتس در نقش خودش
- اوون ویلسون در نقش کسی که با رابین قرار گذاشت
- چارلز نپیر در نقش افسر پلیس
- جنین گرافلو در نقش خدمتکار قرون وسطی
- دیوید کراس در نقش مدیر فروش
- اندی دیک در نقش میزبان قرون وسطی
- باب ادنکیرک در نقش برادر استیون کواکس
- کایل گاس در نقش مربی پوتیتو
- آلن کاورت در نقش خودش

## جوایز
- جایزهٔ سینمایی ام‌تی‌وی برای بهترین اجرای کمدی-جیم کری-برنده
- جایزهٔ سینمایی ام‌تی‌وی برای بهترین آدم شرور در فیلم-جیم کری-برنده
- جایزهٔ سینمایی ام‌تی‌وی برای بهترین مبارزه-جیم کری در برابر متیو برودریک-نامزد
- جایزهٔ برگزیدهٔ کودکان نیکلودین برای محبوب‌ترین بازیگر مرد فیلم‌های سینمایی-جیم کری-برنده